# Guadalup
Guadalup je druga od tri epohe perma, koja je trajala od oko prije 270 do prije 260 milijuna godina.  U ovoj epohi su bujali koraljni grebeni u plitkim morima, a na kopnu su pelikosaure zamijenili rani terapsidi.

## Poveznice
- Geološka razdoblja